# Nesupunere civică
Nesupunerea civilă se definește ca fiind o acțiune sau mișcare în masă, fără acte de violență, manifestată împotriva deciziilor puterii de stat, care sunt considerate ilegale sau potrivnice interesului comun.
Nesupunerea civilă este modalitatea specifică a protestului atât în statele de drept cât și în cele care nu au o democrație dezvoltată. Nu are o definiție universal acceptată. Reprezintă, mai ales, aceea acțiune înfăptuită cu intenție, publică și fără violență dar nelegală, care are ca scop nu schimbarea întregii legislații sau orânduiri de drept ale unei țări, ci a diferitelor norme juridice, respectiv, schimbarea politicii guvernului, în baza unei viziuni a moralității și a dreptății considerată superioare.
Nesupunerea civică nu este o concepție, o instituție de drept, nici expresia nu este una juridică, ci o provocare în numele moralității împotriva dreptului. Recurgerea la nesupunere civică poate să intervină atunci când scopul  propus nu poate fi atins prin utilizarea celorlalte așa-zise instrumente ale statului de drept și dacă prin aceea acțiune sau mișcare nu se cauzează un rău mai mare decât ceea pe care se vrea a fi eliminat.
Fundamentarea teoretică a nesupunerii civice aparține americanului Henry David Thoreau (1817–1862). Teoreticienii militanți ai legitimității nesupunerii civice consideră că cetățenii care trăiesc într-un stat de drept democratic au dreptul și capabilitatea de a se pronunța o decizie morală asupra funcționării statului și dacă simt nevoia dezvoltării sau schimbării orânduirii constituționale să și-o promoveze chiar și prin mijloace nelegale.
Formele cele mai frecvente:
- Refuzul de a plăti impozitele și taxele
- Greva prin ședere
- Blocarea căilor de acces (în apropierea unor obiective importante militare, economice, etc)
- Ocuparea unor spații sau instituții publice (aeroporturi, etc.)
- Perturbarea evenimentelor organizate de instituțiile administrative
- Neexecutarea legilor, ordinelor administrative
- Nesocotirea instituțiilor și a administrației publice și înființarea altelor noi în locul acestora